# Treungen
Treungen (Tveitsund) er en by i Nissedal kommune i Vestfold og Telemark fylke i Norge. Den havde i 2019 et indbyggertal på 	568 mennesker. Kommuneadministrationen i Nissedal ligger her, og stedet er eneste bebyggelse med over 200 indbyggere i kommunen. Det Norrøne navn på Treungen var «Þriðjungrinn», «tredjedelen», og henviser sandsynligvis til en gammel bygdeinddeling.
Treungen ligger ved sydenden af søen Nisser, og Telemarksvejen eller riksvei 41 går gennem byen, nordover mod Vrådal og sydover mod Åmli i Aust-Agder. Riksveien er udbygget efter at Treungenbanen blev nedlagt i 1967. Treungen var banens endestation. Telemark Bilruter har rute mellem Arendal og Seljord, og denne rute erstattede den nedlagte jernbaneforbindelse til Arendal.
Treungen er delt i to af Nidelven, og midt i byen ligger Tveitsund bro, en flot stenbro prydet med smedejernsøjler. Broen blev fredet som kulturminne i 1999. Den er smal og trafikken er reguleret med trafikklys. Gæstgiveriet er en karakteristisk bygning fra Treungens første tid som trafikknudepunkt med jernbanestation. Gæstgiveriet er i jugendstil og prydet med klassiske søjler.
Treungen har op gennem historien været nært knyttet til byen Arendal og Aust-Agder fylke fordi søen Nisser var en del af Arendalsvassdraget og havde sit udløb gennem Nidelven. I tømmerflådningens tid var Treungen et vigtig knudepunkt. Hertil blev tømmeret slæbt på Nisser før det blev sendt ud på rejsen mod Arendal.